# Harald Lemmerer
Harald Lemmerer (ur. 30 grudnia 1991 w Bad Ischl) – austriacki biathlonista i kombinator norweski, olimpijczyk z Pekinu 2022.

## Kariera
Początkowo uprawiał kombinację norweską, w latach 2010-2017 występując w zawodach Pucharu Świata oraz dwukrotnie biorąc udział w mistrzostwach świata juniorów. W 2017 zmienił dyscyplinę na biathlon. W sezonie 2019/2020 zadebiutował w biathlonowym Pucharze Świata.

## Udział w zawodach międzynarodowych

### Kombinacja norweska
| Impreza   | Rok    | Gospodarz                       | Konkurencja | Miejsce |                             |      |              |                                 |     |
| --------- | ------ | ------------------------------- | ----------- | ------- | --------------------------- | ---- | ------------ | ------------------------------- | --- |
| Impreza   | Rok    | Gospodarz                       | Konkurencja | Miejsce | Mistrzostwa świata juniorów | 2010 | Hinterzarten | skocznia normalna/bieg na 10 km | 24. |
| drużynowo | 9.     |                                 |             |         | Mistrzostwa świata juniorów | 2010 | Hinterzarten |                                 |     |
| 2011      | Otepää | skocznia normalna/bieg na 10 km | 18.         |         | Mistrzostwa świata juniorów |      |              |                                 |     |

### Biathlon
| Impreza            | Rok  | Gospodarz | Konkurencja       | Miejsce |                      |      |       |                   |     |
| ------------------ | ---- | --------- | ----------------- | ------- | -------------------- | ---- | ----- | ----------------- | --- |
| Impreza            | Rok  | Gospodarz | Konkurencja       | Miejsce | Igrzyska olimpijskie | 2022 | Pekin | bieg indywidualny | 57. |
| sztafeta mężczyzn  | 10.  |           |                   |         | Igrzyska olimpijskie | 2022 | Pekin |                   |     |
| Mistrzostwa Europy | 2019 | Raubiczy  | bieg indywidualny | 71.     |                      |      |       |                   |     |
| Mistrzostwa Europy | 2019 | Raubiczy  | sprint            | 83.     |                      |      |       |                   |     |
| Mistrzostwa Europy | 2020 | Raubiczy  | sprint            | 64.     |                      |      |       |                   |     |
| Mistrzostwa Europy | 2020 | Raubiczy  | super sprint      | 51.     |                      |      |       |                   |     |